# بارود (موسيقى)

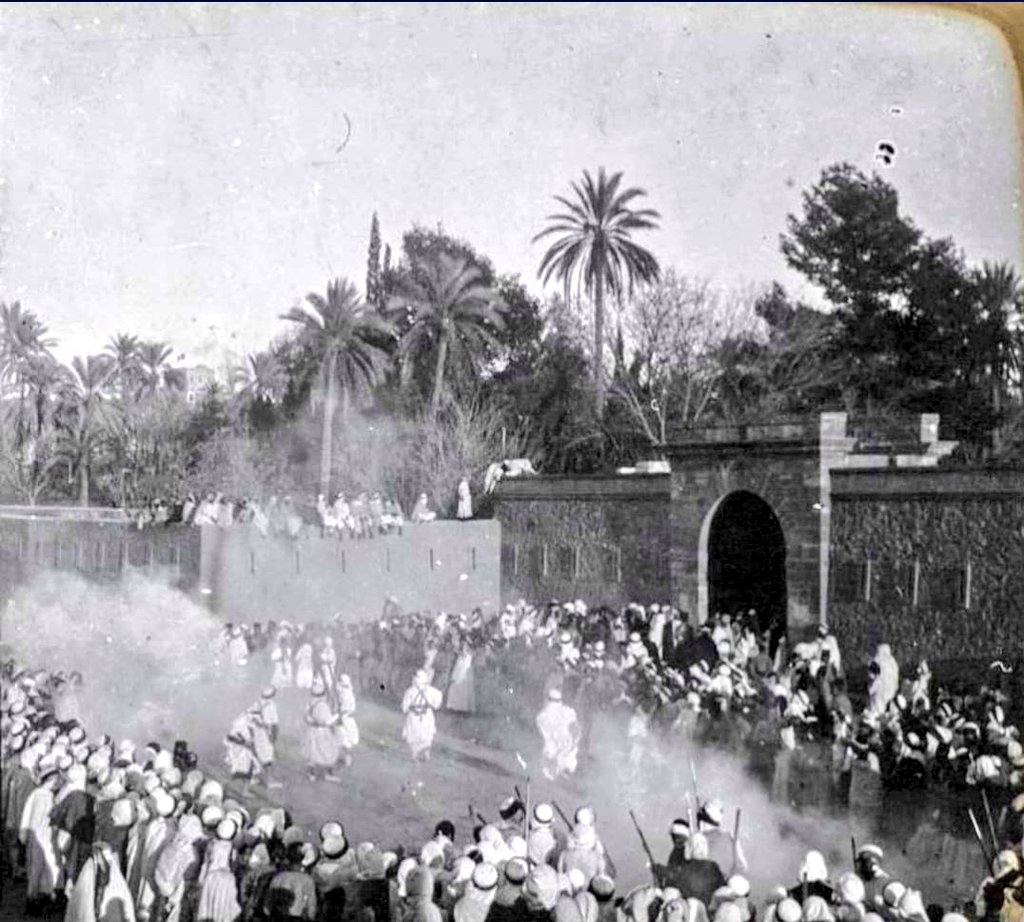
قبيلة عربية من المخالف في الأغواط بالجزائر تحتفل بزفافها على إيقاع البارود.

البارود كلمة من أصل عربي ، وتعني البارود ولكن مصطلح البارود في الموسيقى الصوفية هو تقليد إيقاعي من أصل عربي يُستخدم البارود أو المفرقعات فيه، وكان من ألقاب الجزائر "بلاد البارود".
وهي من الطقوس الشائعة خلال احتفالات الزفاف في دول المغرب العربي كالجزائر وتونس والمغرب، وهي رقصة مصحوبة بالأسلحة النارية. "البارود" يستحضر استخدام البنادق من الفرسان الجزائريين خلال الاشتباكات مع الجيش الفرنسي خلال الحرب الجزائرية والثورة التي قادها الأمير عبد القادر.
قد تبدو هذه العادة غريبة لمن لا يعرف أصل هذا الاحتفال الذي يتضمن استخدام الأسلحة النارية في الجزائر. يقوم المشاركون بتدوير البندقية قبل تفريغها على الأرض، على أمل عدم ارتكاب أي أخطاء.
في مراسم الزفاف في المغرب العربي، يغني العرب للترحيب بالعروس :
"أهلا بك... يا بندقية، فأل خير علينا."
هذه الكلمة ذات الأصل العربي تشير في اللغة العسكرية الفرنسية إلى القتال أو الشجار. في اللغة الفرنسية، يتم استخدامه غالبًا في التعبير " .الموقف الأخير "، مما يدل على معركة يعلمون أنهم خسروها مسبقًا، ولكنها ذات قيمة رمزية كبيرة.

## التصنيع
إن صناعة البارود معقدة :نستخدم التراب المأخوذ من الأرض أو الملاط الذي تم جمعه من القرى المدمرة. يتم تجميع هذه العناصر معًا، ثم يتم وضع هذه المادة، المالحة في البداية، في وعاء. يتم سكب الماء فيه، على غرار الطريقة التي يتم بها استخدام الرماد في عملية صناعة الصابون.
ثم نترك الخليط يغلي حتى يصبح سميكا. ثم يُؤخذ رطل واحد من هذا الخليط، الذي يُخلط مع 4 أرطال من الكبريت و 4 أرطال من فحم الدفلى. يتم خلط هذه المواد المختلفة لمدة 4 ساعات، وبعدها يجهز المسحوق.
وعلى وجه الخصوص، في الصحراء الجزائرية، حيث توجد مناجم غنية بالرصاص، غالبا ما يذهب العرب الجزائريون إلى هناك لإعادة بيعه. وفي شرق البلاد، في منطقة أولاد نايل، يوجد منجم معروف تاريخيًّا باحتياطياته من الرصاص، ويسمى جبل الرصاص.